# Venda Nova

Venda Novas läge i Belo Horizontes kommun.

Venda Nova är ett distrikt i Belo Horizontes kommun, i den brasilianska delstaten Minas Gerais. Distriktet är beläget i de norra delarna av kommunen och befolkningen uppgick till 658 317 invånare vid folkräkningen år 2010.